# Kojetice (Třebíči járás)
Kojetice település Csehországban, a Třebíči járásban. Kojetice Šebkovice, Čáslavice, Rokytnice nad Rokytnou, Mastník, Mikulovice és Horní Újezd településekkel határos. Lakosainak száma 460 fő (2024. január 1.).

## Népesség
A település lakosságának változását az alábbi diagram mutatja:
| Lakosok száma | 428  | 390  | 494  | 412  | 489  | 433  | 446  | 447  | 452  | 460  |
|               | 1869 | 1890 | 1921 | 1950 | 1980 | 2001 | 2017 | 2019 | 2022 | 2024 |